# Кауницы

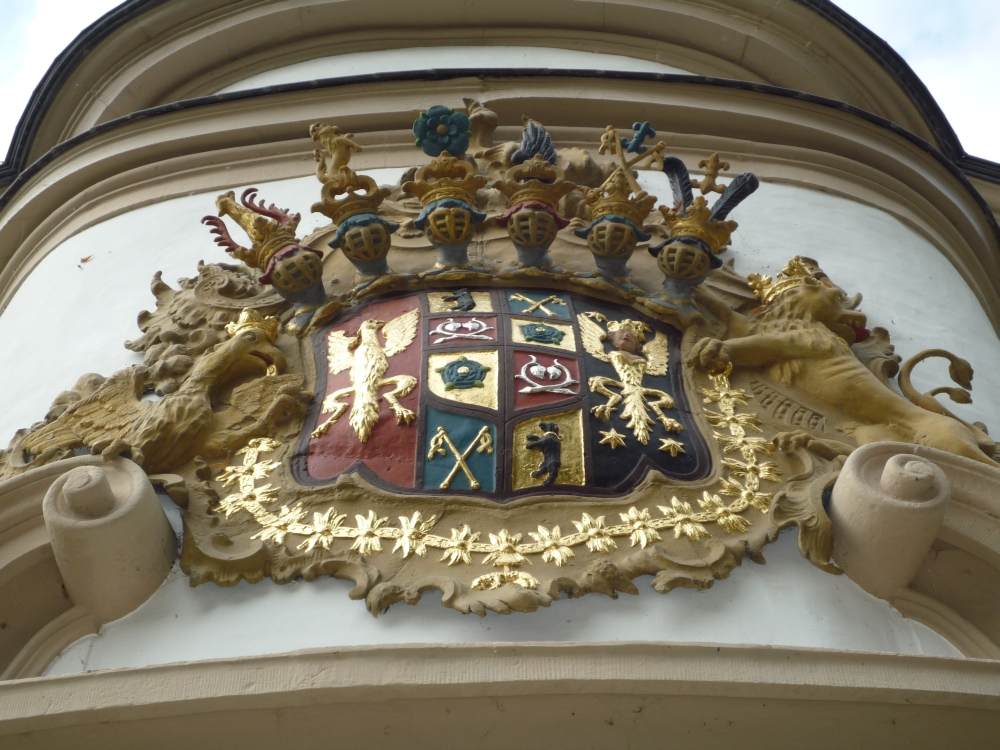
Герб Кауницев на стене капеллы в Ритберге

Кауницы (нем. Kaunitz, чеш. Kounicové) — знатный чешско-моравский род, с XVI века владевший городами Славков-у-Брна, Угерски-Брод и другими. Австрийский канцлер Венцель Антон Кауниц был в 1776 году возведён в княжеское достоинство. Род угас в конце XIX века.

## Происхождение и история рода
Предки Кауницев происходили из Опавского княжества, а прозвание своё приняли, вероятно, от местечка Дольни-Куниче. Ольдржих из Кауниц (1460—1516) приобрёл в собственность Славковскую вотчину, где заложил замок Аустерлиц. Его правнук Ольдржих Младший (1569—1617), будучи приближен к королю Матвею в качестве камергера, сумел заметно расширить семейные владения. От его старшего сына Карела происходит богемская ветвь рода, а от младшего, Льва, — наиболее прославленная, моравская. В 1642 г. обе ветви получили графский титул: старшая — имперский, а младшая — в королевстве Богемия.
Дальнейшую судьбу Кауницев предопределили два удачных брака. Внук Ольдржиха, Рудольф Кауниц (1617-64), в 1645 г. взял в жёны единственную дочь знаменитого Валленштейна. Представитель же младшей ветви, Фортунат (1679—1746), в 1699 г. сочетался браком с единственной дочерью графа Ритберга из Восточнофризской династии. От этого брака родился австрийский канцлер Венцель Антон Кауниц-Ритберг, возведённый в княжеское достоинство. При роспуске Священной Римской империи его дети были официально медиатизированы. У старшего сына канцлера была единственная дочь, жена канцлера Меттерниха, а потомство младшего, графа Квестенберга, прекратилось на внучках (старшая была замужем дважды, за Штарембергом и Аренбергом).
После смерти последнего из внуков канцлера в 1848 году моравская ветвь угасла. По семейной договорённости её владения и титулы, включая Ритберг и Аустерлиц, перешли во владение богемской ветви рода. Главной резиденцией этого семейства служил Новый замок, или Нойшлосс в местечке Захрадки-у-Ческе-Липы. В 1877 г. наследница рода Кауницев вступила в брак с принцем Гогенлоэ-Шиллингсфюрстом. Их дети с монаршего соизволения носили четверную фамилию Гогенлоэ-Вальденбург-Шиллингсфюрст-Кауниц.

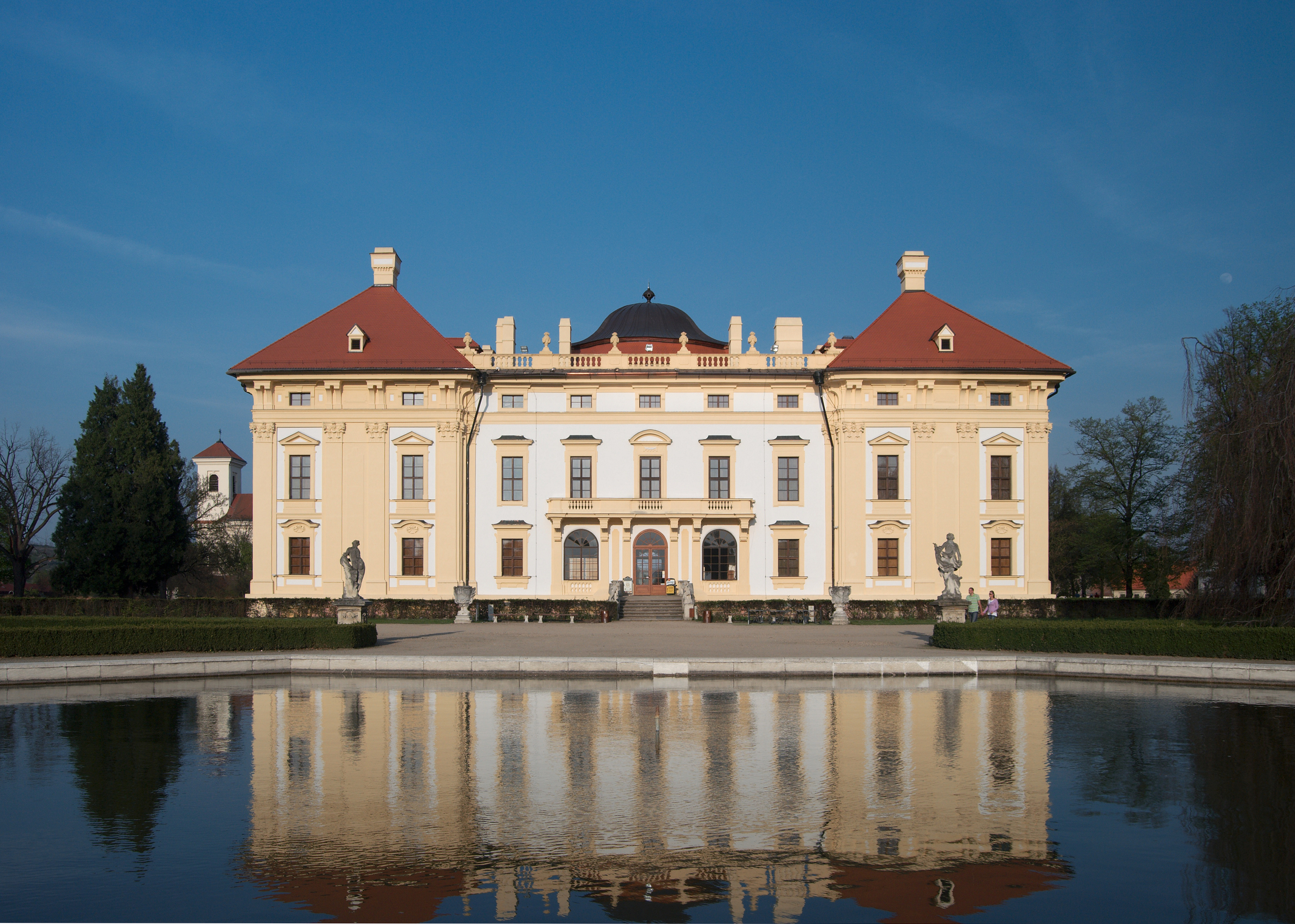
Замок Аустерлиц
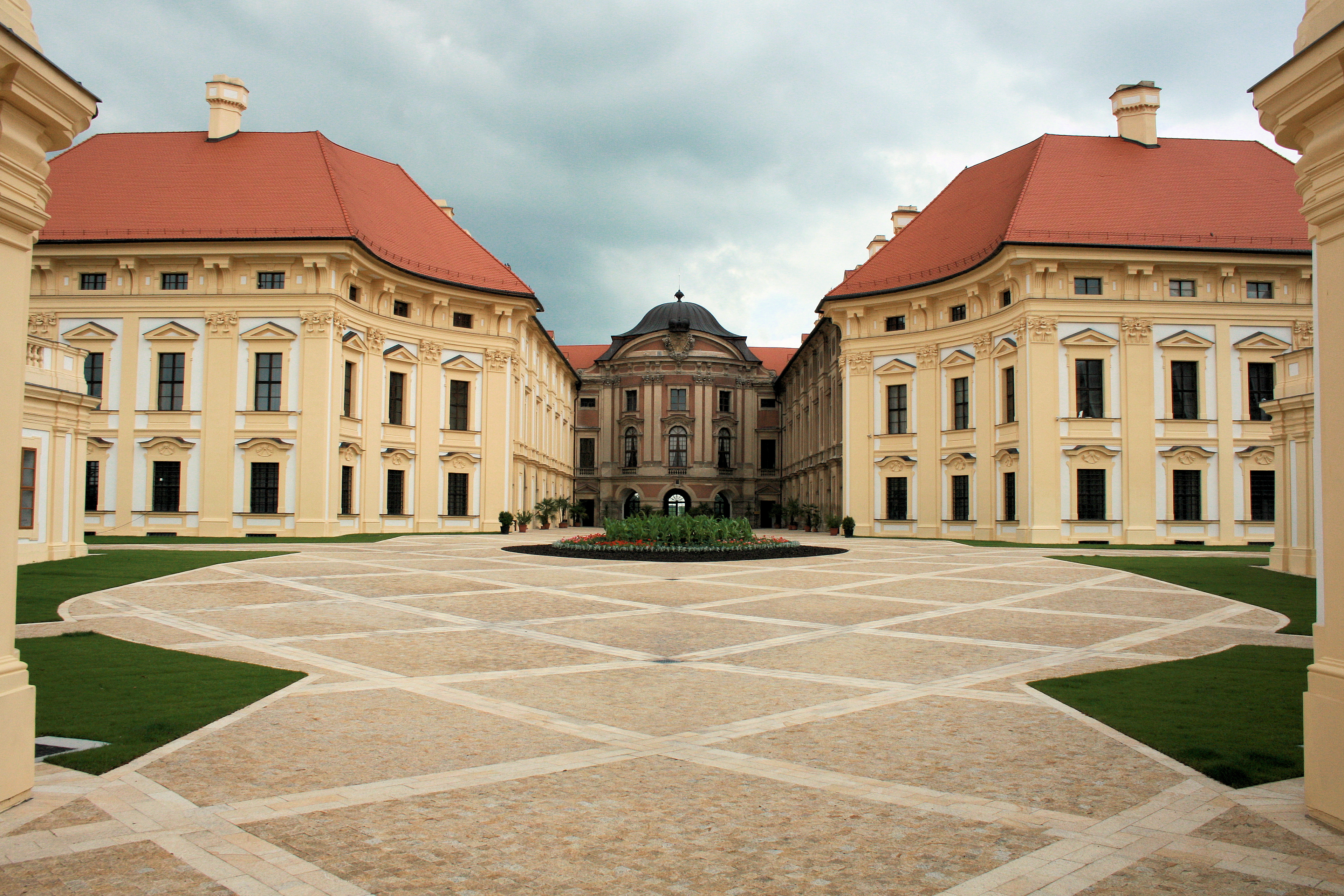
Двор замка
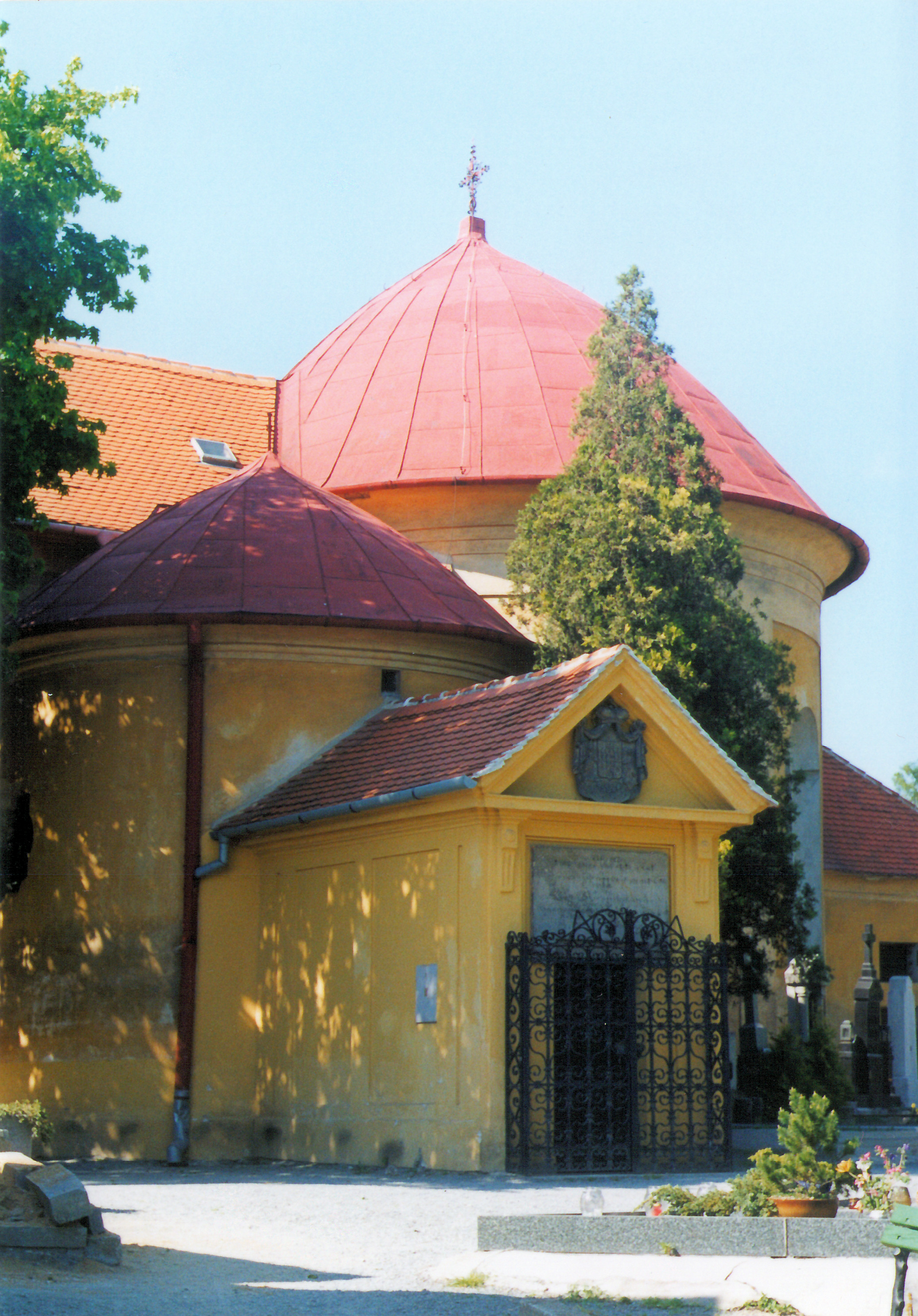
Усыпальница Кауницев
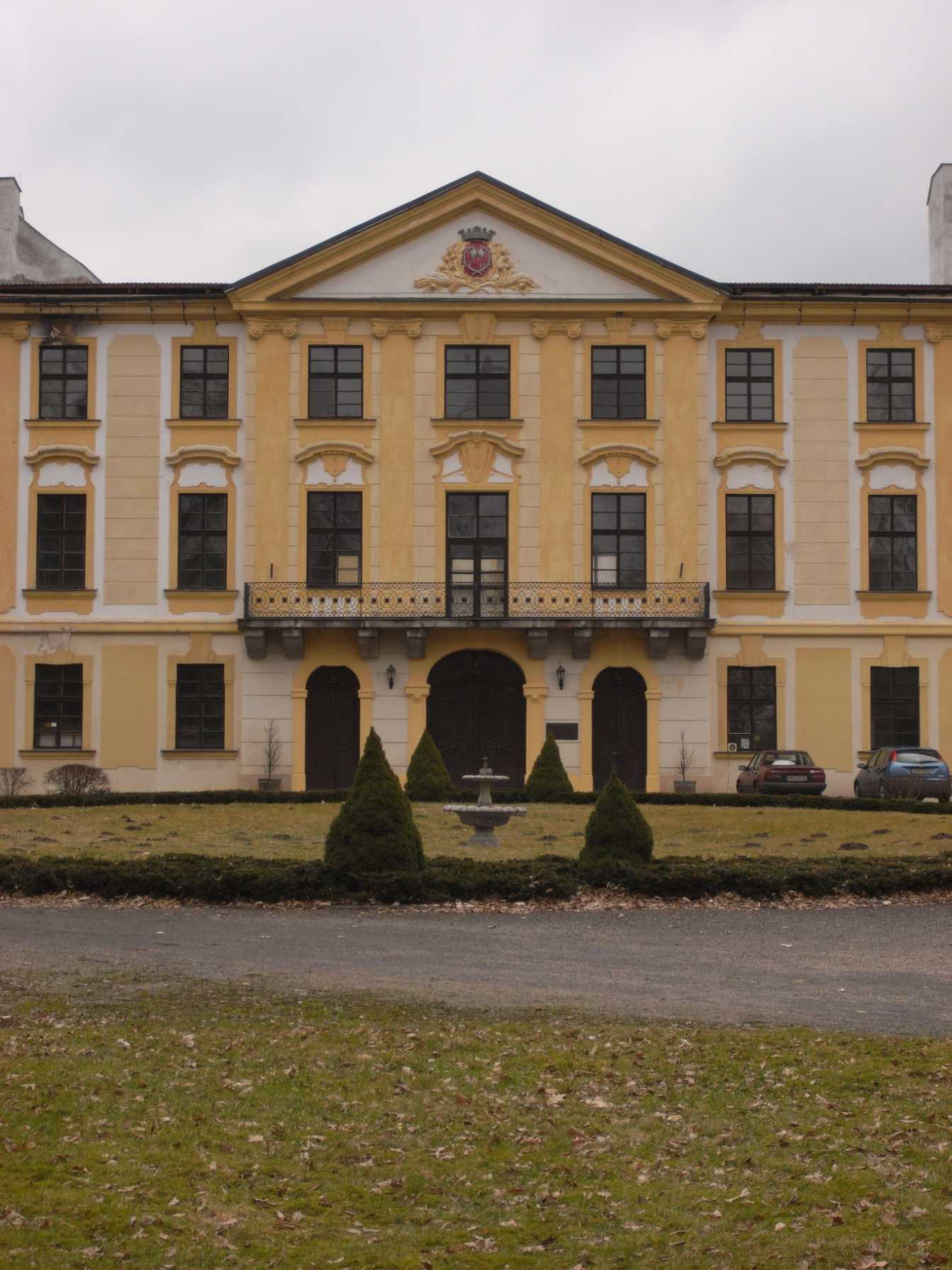
Нойшлосс
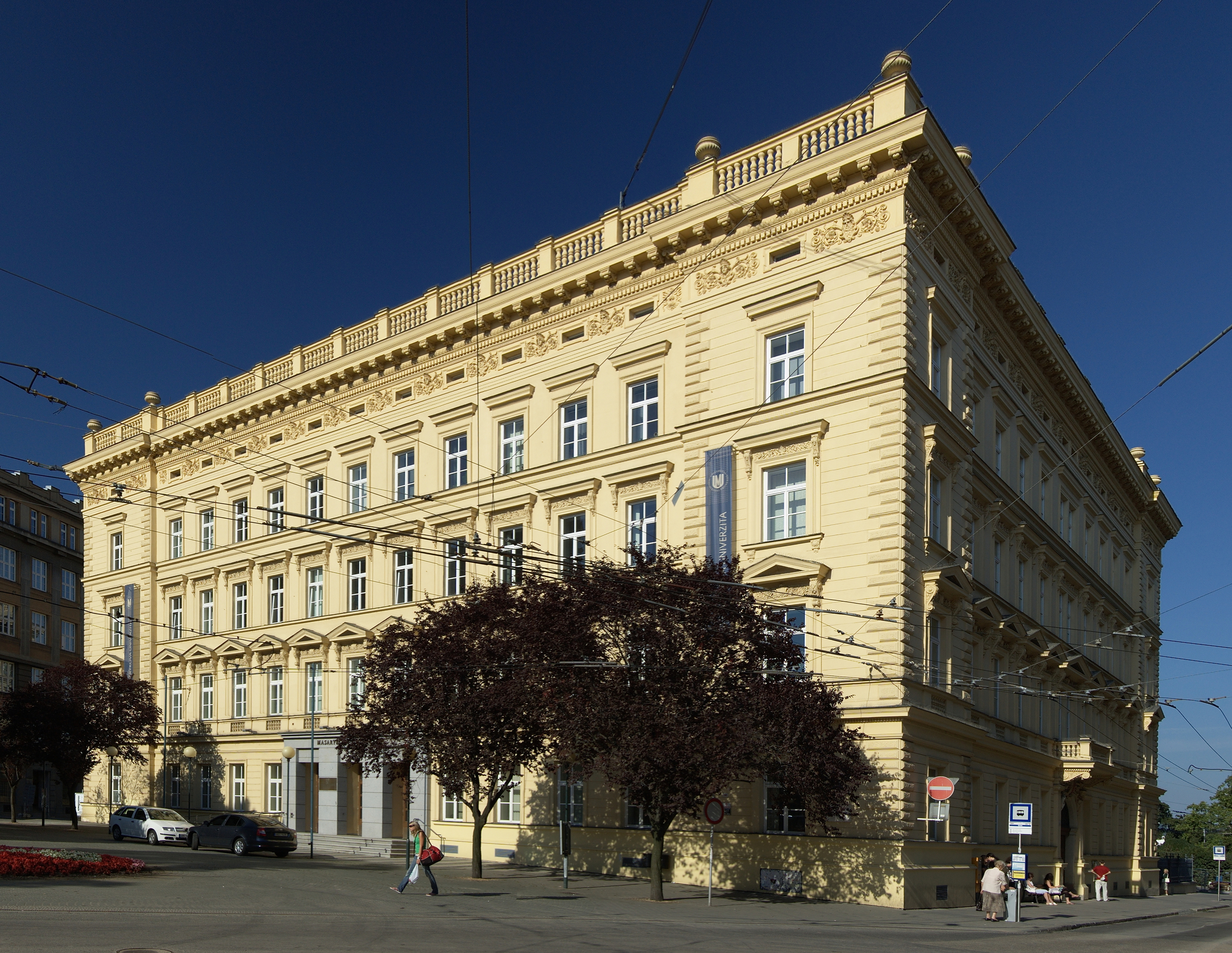
Дворец в Брно